# Słupek (skała)

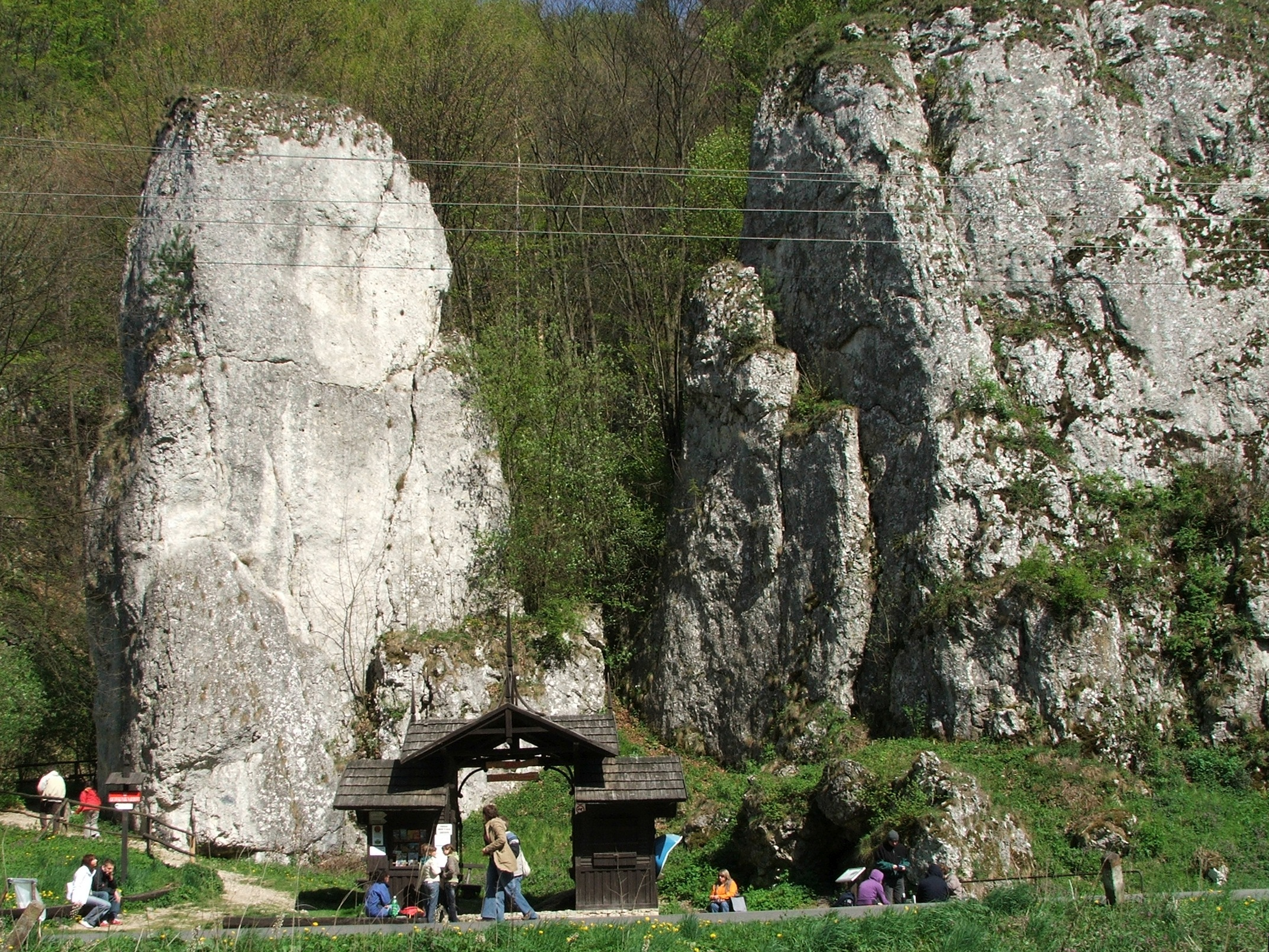
Słupek (po lewej stronie) i Skała Krukowskiego

Słupek – zbudowana z wapieni skalica na lewym zboczu Doliny Prądnika w Ojcowskim Parku Narodowym. Jest jedną ze skał w grupie Skał Koronnych znajdujących się naprzeciwko Bramy Krakowskiej. Słupek stanowi odosobniony ostaniec znajdujący się tuż obok Skały Krukowskiego. Obydwie skały zlokalizowane są nieco tylko powyżej dna doliny Prądnika i znajduje się przy nich charakterystyczny drewniany pawilon OPN w formie bramki wejściowej z daszkiem. Obok niego prowadzi ścieżka szlaku turystycznego. Idąc nią w górę omijamy skałę Słupek po prawej ręce.

## Szlak turystyki pieszej
Doliną Prądnika, naprzeciwko Bramy Krakowskiej, wejście obok skały Słupek, przez wąwóz Wawrzonowy Dół, wypłaszczenie Skały Krukowskiego, Jaskinię Ciemną, obok skały Rękawica, przez punkty widokowe na Górze Koronnej, obok Skały Puchacza do dna Doliny Prądnika przy wylocie Wąwozu Smardzowickiego. 